# گورگن هاروتیونیان
گورگن میکائیلی هاروتیونیان (ارمنی: Գուրգեն Միքայելի Հարությունյան؛ انگلیسی: Gurgen M. Harutyunyan؛ ۹ ژوئن ۱۹۰۵ – ۲ ژانویهٔ ۱۹۷۳) یک بازیگر تئاتر اهل ارمنستان بود. وی بین سال‌های - تا - میلادی فعالیت می‌کرد.

## زندگی‌نامه
وی در ۲۲ ژوئن [سبک قدیمی: ۹ ژوئن] ۱۹۰۵ ‏در گاندزاک به دنیا آمد و از تئاتر دولتی ارمنیان باکو (۲۹–۱۹۲۷) فارغ‌التحصیل شد. وی در تئاتر دراماتیک ارمنی استپاناکرت (۱۹۴۹–۱۹۷۱) فعالیت می‌کرد. وی همچنین برندهٔ جوایزی همچون نشان برجسته افتخار، هنرمندان مردمی آذربایجان شوروی (۱۹۵۷) و هنرمند شایسته آذربایجان شوروی (۱۹۴۳) شده است. وی در ۲ ژانویهٔ ۱۹۷۳ در سن ۶۷ سالگی در استپاناکرت درگذشت.

## گزیده فیلمشناسی
از فیلم‌ها یا برنامه‌های تلویزیونی که وی در آن نقش داشته است می‌توان به چشمه هغنار اشاره کرد.

## یادداشت
1. ↑  hy:Բաքվի հայկական պետական թատրոն